# 莫吉隆斯症
莫吉隆斯症（Morgellons）是一种多症状症候群带有争议的命名。这种症候群通常表现为皮肤强烈的瘙痒感、难以愈合的伤口以及异物感（多被描述为昆虫、寄生虫）。慢性症状则往往表现为皮肤内和皮肤外出现纤维状物质。“莫吉隆斯症”这个术语目前在医学界还没有被广泛认可；在医学界，这种症候群多被认为是一种寄生虫错觉。目前在生理疾病因素、病源学、诊断标准、治疗方法上仍没有一致的认识。2006年6月，美国联邦疾病预防和控制中心开始调查这种疾病以确定其是否存在，这导致了一些患者对自己患有莫吉隆斯症深信不疑。較新的研究，把這個病與螺旋體門感染相關連。
2007年8月1日, 美國聯邦疾病控制及預防中心正式成立小組研究。
有些莫吉隆斯症患者亦表现为无法集中注意力、关节疼痛、乏力、睡眠紊乱、脱发、脱牙，目前未有自行好转病例。
大多数医学工作者认为MD纯粹是妄想症。但支持该假说的临床研究被认为存在较多的方法学缺陷，并常常忽略了精神疾病可能由潜在的躯体疾病引起的事实。 另一些研究表明，MD与人、牛和狗的螺旋体感染相关。这些研究发现皮肤细丝不是植入的纺织纤维，而是由细胞蛋白角蛋白和胶原蛋白组成，其过度产生与螺旋体感染存在关联。